# Piegan bloedbad
Het Piegan bloedbad (Marias bloedbad of Baker bloedbad) was een bloedbad van Piegan Blackfeet indianen, aangericht door de United States Army, tijdens de Amerikaans-indiaanse oorlogen. Het bloedbad vond plaats op 23 januari 1870, aan de Marias in Montana Territory, Montana, Verenigde Staten.
Ongeveer 200 inheemsen werden vermoord, waarvan de meesten vrouwen, kinderen en oudere mannen waren.
Als onderdeel van de campagne om de Mountain Chiefs band van Piegan Blackfeet te onderdrukken, viel de U.S. army een andere band aan, geleid door chief Heavy Runner, aan wie de regering van de Verenigde Staten onlangs bescherming had beloofd.  Dit resulteerde in publieke verontwaardiging en een lange termijn verandering richting een Peace Policy (vredesbeleid) door de Federale Regering, zoals bepleit door president Ulysses S. Grant. Grant behield het Bureau of Indian Affairs (Bureau van indiaanse aangelegenheden) als een afdeling van het Department of the Interior (Ministerie van Binnenlandse Zaken), al probeerde het War Department (Ministerie van Oorlog) de regie naar zich toe te trekken. Grant stelde toen mannen aan die aanbevolen waren door geestelijken van verschillende religies - waaronder quakers en methodisten - als Indian agents (indiaanse agenten), in de hoop dat ze vrij zouden zijn van de corruptie, die hij eerder in het departement had aangetroffen.

## Geschiedenis

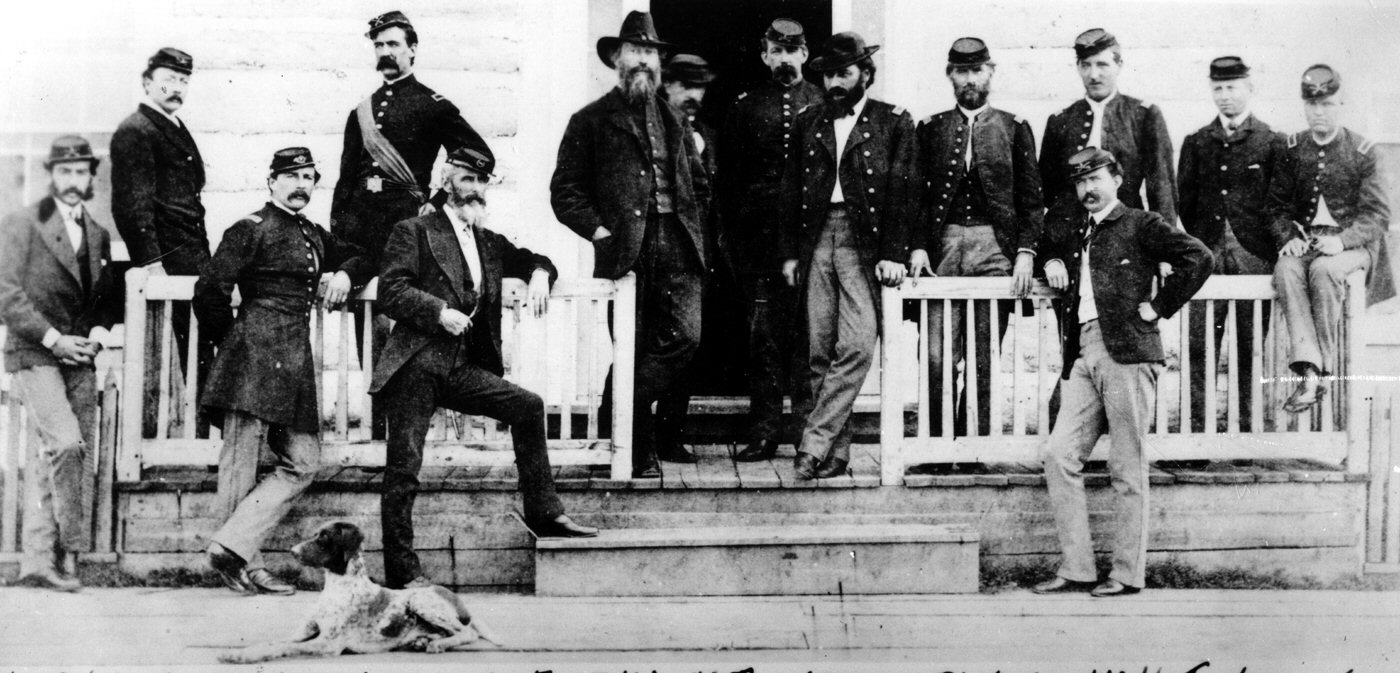
Eugene Baker, negende van links, gefotografeerd met andere soldaten en officieren die gelegerd waren in Fort Ellis. Foto van William Henry Jackson, 1871.

In januari 1870 kwam er uit het land van de Zwartvoet-indianen een afschuwelijk gerucht, dat aan de rivier de Marias in Montana een kamp van Piegan-Zwartvoeten omsingeld was en bijna alle inwoners waren vermoord. Het waren oude vijanden van de Prairie-stammen, maar als soldaten indianen doodden had dat zijn weerslag op alle stammen. 'Het leger probeerde de slachting geheim te houden en meldde alleen, dat majoor Eugene M. Baker er met een commando cavaleristen uit Fort Ellis, in Montana, op uitgetrokken was om een bende paardendieven te straffen.' Het Bureau voor Indiaanse Aangelegenheden had er later weet van dan de Prairie-indianen. In twee agentschappen werden uit protest gebouwen in brand gestoken, agenten werden tijdelijk gevangen gehouden en blanke regeringsambtenaren uit de reservaten gejaagd. Het duurde drie maanden voordat de Commissaris voor Indiaanse Aangelegenheden de feiten leerde kennen, omdat men er alles aan had gedaan het bloedbad van 23 januari te verdoezelen. Luitenant William B. Pease, een jonge legerofficier, agent voor de Zwartvoeten, riskeerde zijn carrière door de commissaris de ware toedracht te onthullen: majoor Baker had de diefstal van een paar ezels uit een vrachttransport als voorwendsel gebruikt voor het organiseren van een winterexpeditie. Het eerste dorp dat hij tegenkwam, had hij overvallen. Het kamp werd niet verdedigd en er leefden voornamelijk oude mannen, vrouwen en kinderen. Daarvan had een aantal bovendien de pokken en was doodziek. 'Van de 219 Piegans in het kamp ontkwamen er slechts 46; 33 mannen, 90 vrouwen en 50 kinderen werden neergemaaid, toen zij uit hun tenten wegvluchtten. Zodra hij het rapport ontvangen had, eiste de commissaris een officieel onderzoek naar de gang van zaken.'

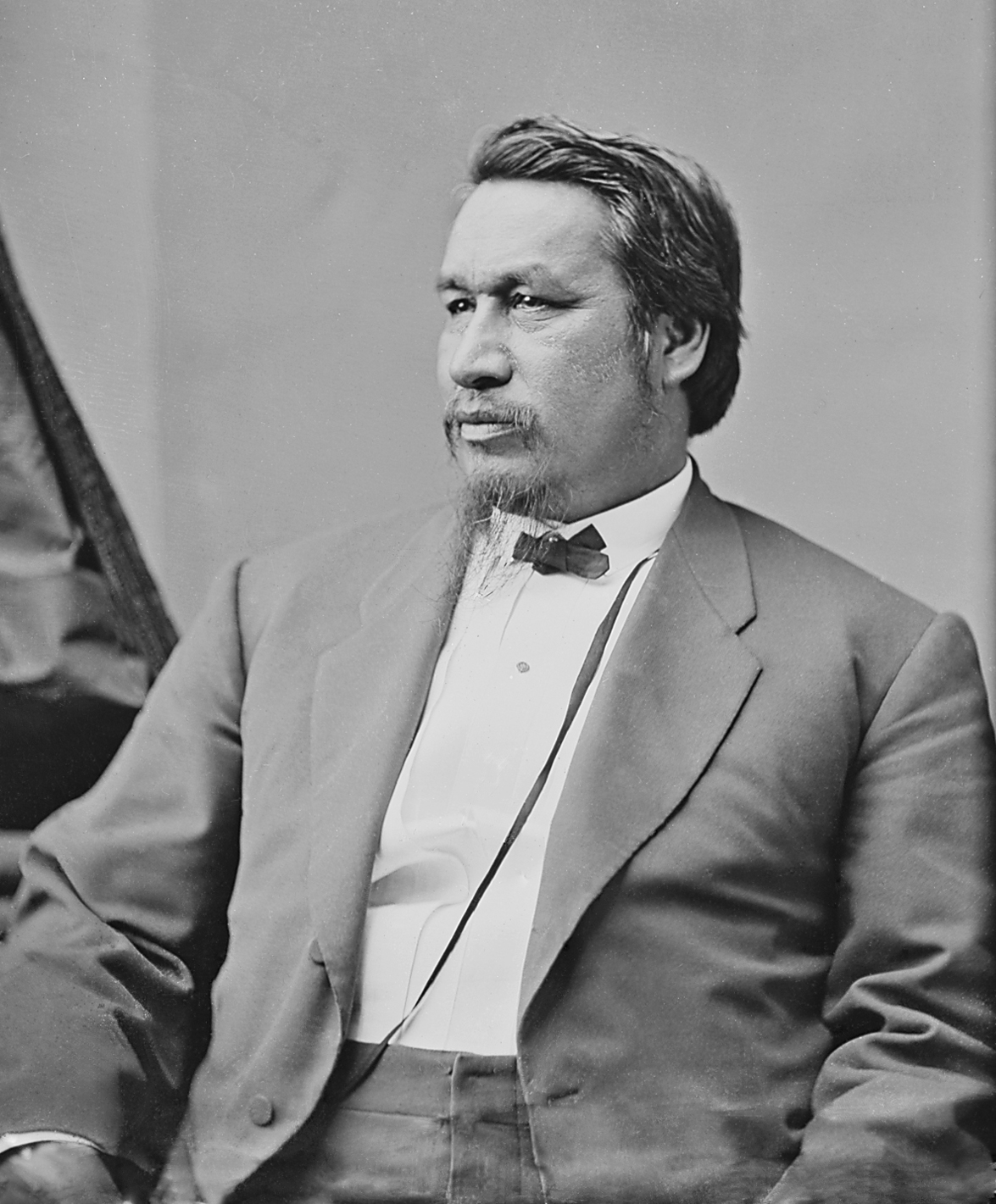
Ely S. Parker, commissaris van Bureau van Indiaanse Aangelegenheden

De commissaris was Ely Parker (Donehogawa, 'Bewaker van de Westelijke Deur van het Lange Huis der Irokezen'). Als Hasanoanda van de Seneca-Irokezen had hij in het Tonawanda-reservaat in New York zijn jeugd doorgebracht. Hij was een indiaan die als de blanken had leren lezen en schrijven, gediplomeerd ingenieur was geworden en het tot luitenant-kolonel had gebracht en de capitulatievoorwaarden opstelde, toen Lee zich na de veldtocht bij Richmond in Appomattox overgaf. Toen Grant tot president werd gekozen, stelde hij Parker aan als commissaris voor Indiaanse Aangelegenheden, omdat hij beter dan welke blanke ook met de indianen overweg kon.
Toen Parker hoorde van het Piegan bloedbad besefte hij heel goed, dat oorlog onvermijdelijk was, tenzij hij het vertrouwen van de indianen in de goede bedoelingen van de regering kon herstellen. Daartoe nodigde hij Sioux-leiders uit, Vlekstaart van de Brulé en Rode Wolk van de Oglala, in het Ministerie van Binnenlandse Zaken en het Witte Huis in Washington D.C., om met Jacob Cox, minister van Binnenlandse Zaken en president Grant te spreken over de oorzaken van de ontevredenheid onder de Prairie-indianen. Rode Wolk boekte er een overwinning, door het Verdrag van Fort Laramie (1868) bijgesteld te krijgen. Maar Parker werd spoedig aangevallen, met name door koopman en zendeling William Welsh en Parker nam ontslag om geen 'steen des aanstoots' te worden voor president Grant, al had hij Welsh' lijst van 13 beschuldigingen geheel kunnen weerleggen en werd hij geprezen omdat hij het vertrouwen van de Indiaanse stammen had weten te winnen.